# Judd Apatow
Judd Apatow (født 6. december 1967 i Syosset, New York) er en prisvindende amerikansk filmproducer, manuskriptforfatter, filminstruktør og tidligere stand-up-komiker. Apatow er gift med skuespilleren Leslie Mann, som også har medvirket i flere af hans film.

## Filmografi i udvalg
- Hybridmanden (1996), producer
- Anchorman: The Legend of Ron Burgundy (2004), producer
- Kicking & Screaming (2005), producer
- The 40 Year Old Virgin (2005), instruktør, producer og manuskriptforfatter
- Fun with Dick and Jane (2005), manuskriptforfatter
- Talladega Nights: The Ballad of Ricky Bobby (2006), producer
- Knocked Up (2007), instruktør, producer og manuskriptforfatter
- Superbad (2007), producer
- Walk Hard: The Dewey Cox Story (2007), producer og manuskriptforfatter
- Forgetting Sarah Marshall (2008), producer
- Drillbit Taylor (2008), producer
- You Don't Mess With the Zohan (2008), manuskriptforfatter
- Pineapple Express (2008), producer og manuskriptforfatter
- Step Brothers (2008), producer
- Year One (2009), producer
- Funny People (2009), instruktør, producer og manuskriptforfatter